# Richard Wülker
Pour les articles homonymes, voir Wülker.
Richard Paul Wülker est un angliciste allemand né le 29 juillet 1845 à Francfort-sur-le-Main et mort le 8 août 1910 à Leipzig.

## Biographie
Richard Paul Wülker est issu d'une famille de Francfort qui a fait fortune dans le commerce de l'argent. Il est l'un des trois fils de Philipp Heinrich Friedrich Wülker (1807-1880) et de son épouse Anna Margarethe Schott (1816-1894). Il est le frère cadet du germaniste Ernst Wülcker (en) (1843-1895). Il étudie les langues germaniques et romanes dans plusieurs universités : Berlin, Leipzig et Marbourg. Ses études sont brièvement interrompues par la guerre franco-allemande de 1870.
Wülker présente sa thèse sur l'Évangile de Nicodème en 1872. Son doctorat en poche, il devient professeur à l'université de Leipzig l'année suivante. Il publie de nombreux ouvrages sur le vieil anglais et la littérature vieil-anglaise durant sa carrière et co-fonde la revue académique Anglia (en) en 1877 avec Moritz Trautmann.

## Quelques publications
- 1874-1879 : Altenglisches Lesebuch
- 1881-1883 : Das Beowulfslied nebst den kleineren epischen, lyrischen, didaktischen und geschichtlichen Stücken
- 1882 : Kleinere angelsächsische Dichtungen
- 1883-1898 : Bibliothek der angelsächsischen Poesie (trois volumes)
- 1885 : Grundriss zur Geschichte der angelsächsischen Litteratur. Mit einer Übersicht der angelsächsischen Sprachwissenschaft
- 1894 : Codex Vercellensis. Die angelsächsische Handschrift zu Vercelli in getreuer Nachbildung
- 1898 : Charles Dickens und seine Werke